# Dinodocus mackesoni
Dinodocus mackesoni es la única especie conocida del género dudoso  Dinodocus   (gr. “viga terrible”) de dinosaurio saurópodo braquiosáurido, que vivió mediados del período Cretácico, hace aproximadamente 124 millones de años, en el Aptiense, en lo que hoy es Europa.
El Dinodocus fue un gran saurópodo de 22 metros de largo y un peso de  40 toneladas, con las patas anteriores más largas que las posteriores. Su cabeza se encontraba a 12,00 metros del suelo. Los restos fósiles del Dinodocus fueron encontrados en la Formación Arena Verde, en Kent Inglaterra, como todos los saurópodos del cretácico temprano europeo, fue referido al Pelorosaurus.
Dinodocus fue clasificado en 1908 por Woodward, A. S. como Cetiosauridae. Considerado como dudoso en la revisión de Upchurch de 2004, es posiblemente un Brachiosauridae.